# Noduli di Bouchard
I noduli di Bouchard sono degli ingrossamenti, nodosità laterali, delle falangi prossimali e sono una manifestazione clinica dell'artrosi delle articolazioni interfalangee prossimali. Si differenziano dai noduli di Heberden, i quali invece compaiono sulle falangi distali.